# 7-es metró (Párizs)
A párizsi 7-es metró Párizs hetedik metróvonala, melynek első szakaszát 1910. november 5-én nyitották meg.
Párizsban csak a 7-es és a 13-as metróvonal rendelkezik a fővonalból kiágazó mellékággal is. Első állomása a La Courneuve – 8 Mai 1945 állomás, majd Maison Blanche után elágazik egy négy- és egy ötmegállós szakaszra.
A 22,5 km-es metróvonal egyike Párizs leghosszabb metróvonalának. Forgalma alapján a 16 metróvonal közül a harmadik, 2004-ben 120,5 millióan utaztak a vonalon.

## Galéria

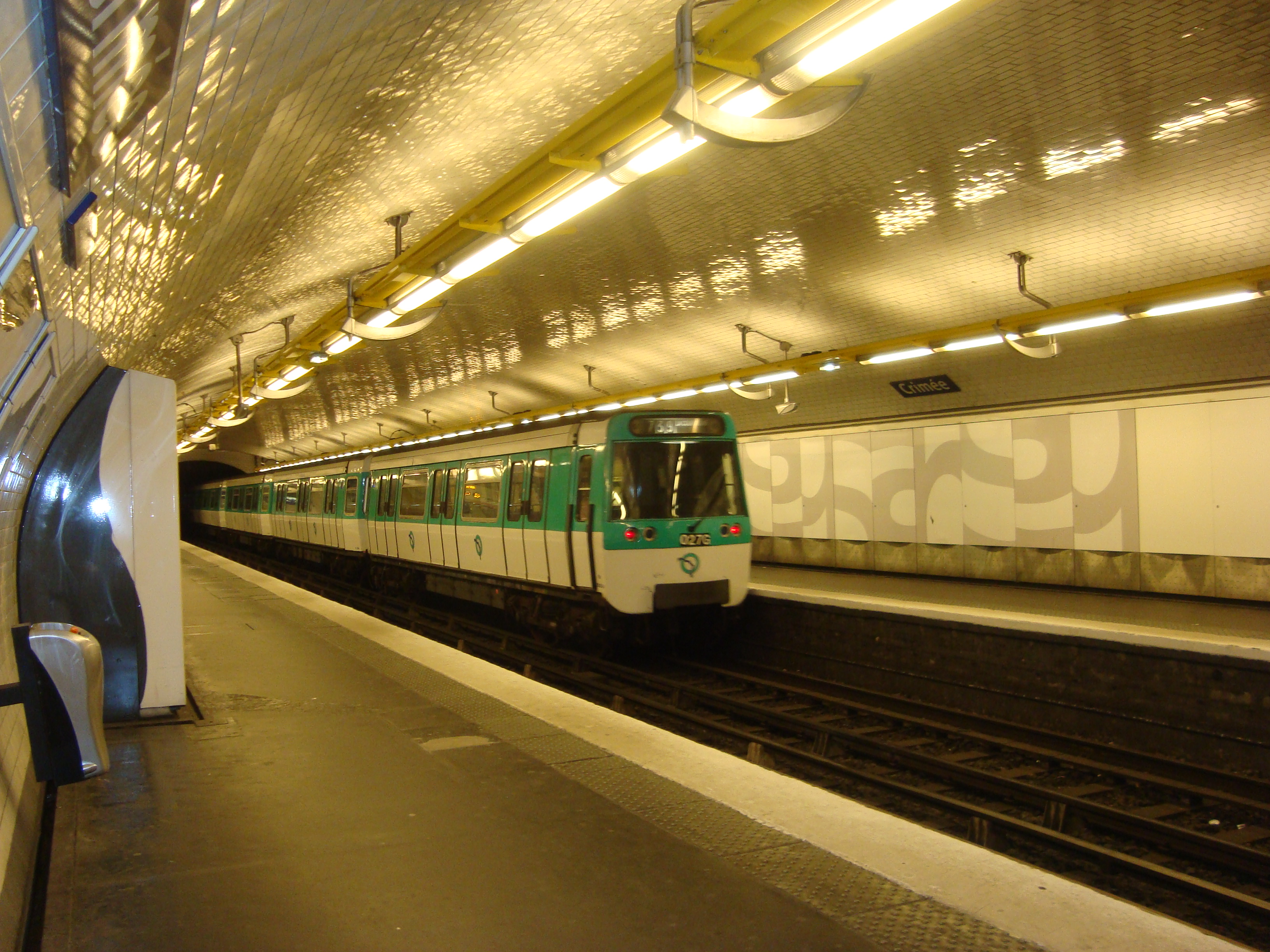
Crimée metróállomás
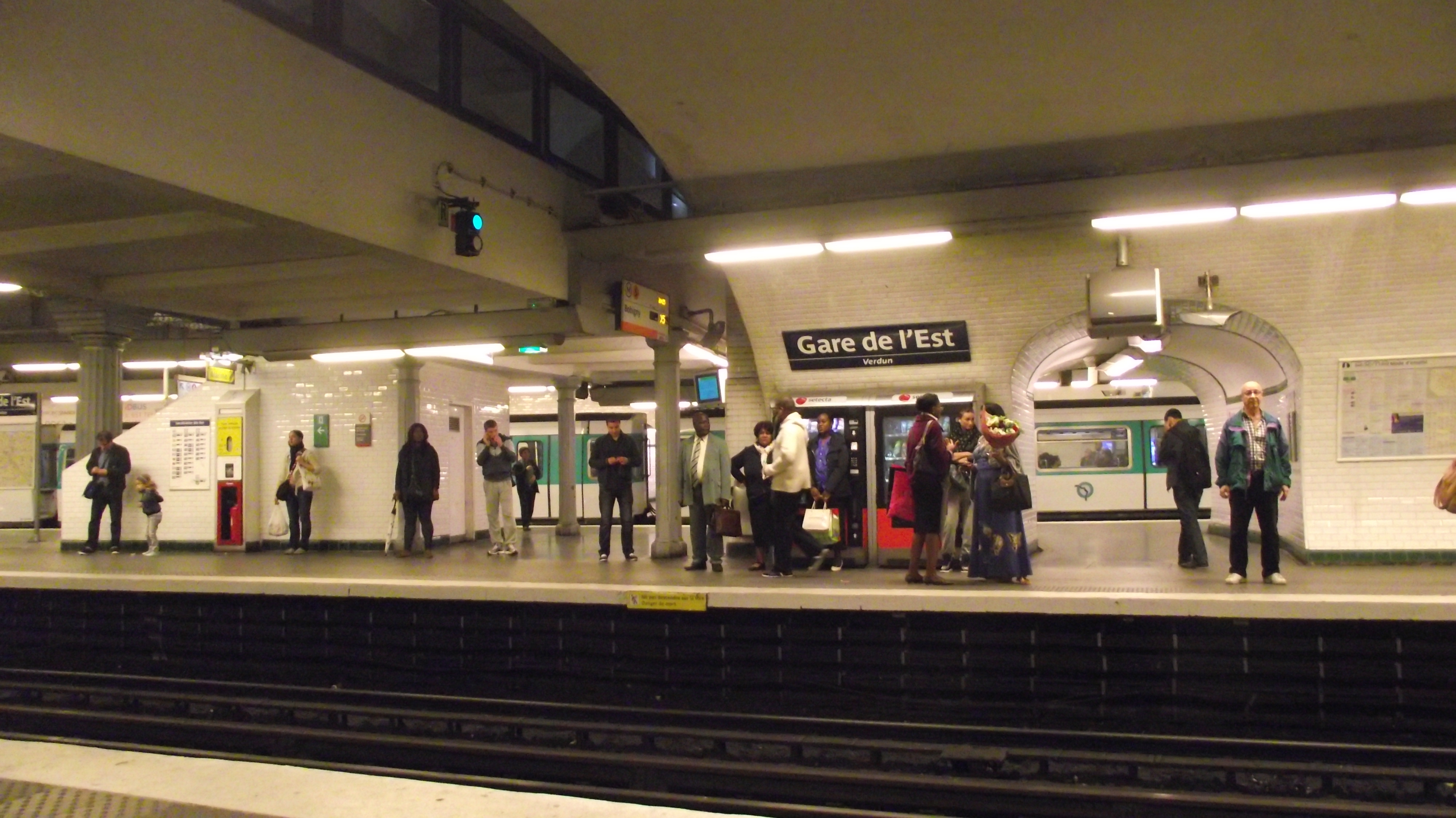
Gare de l'Est
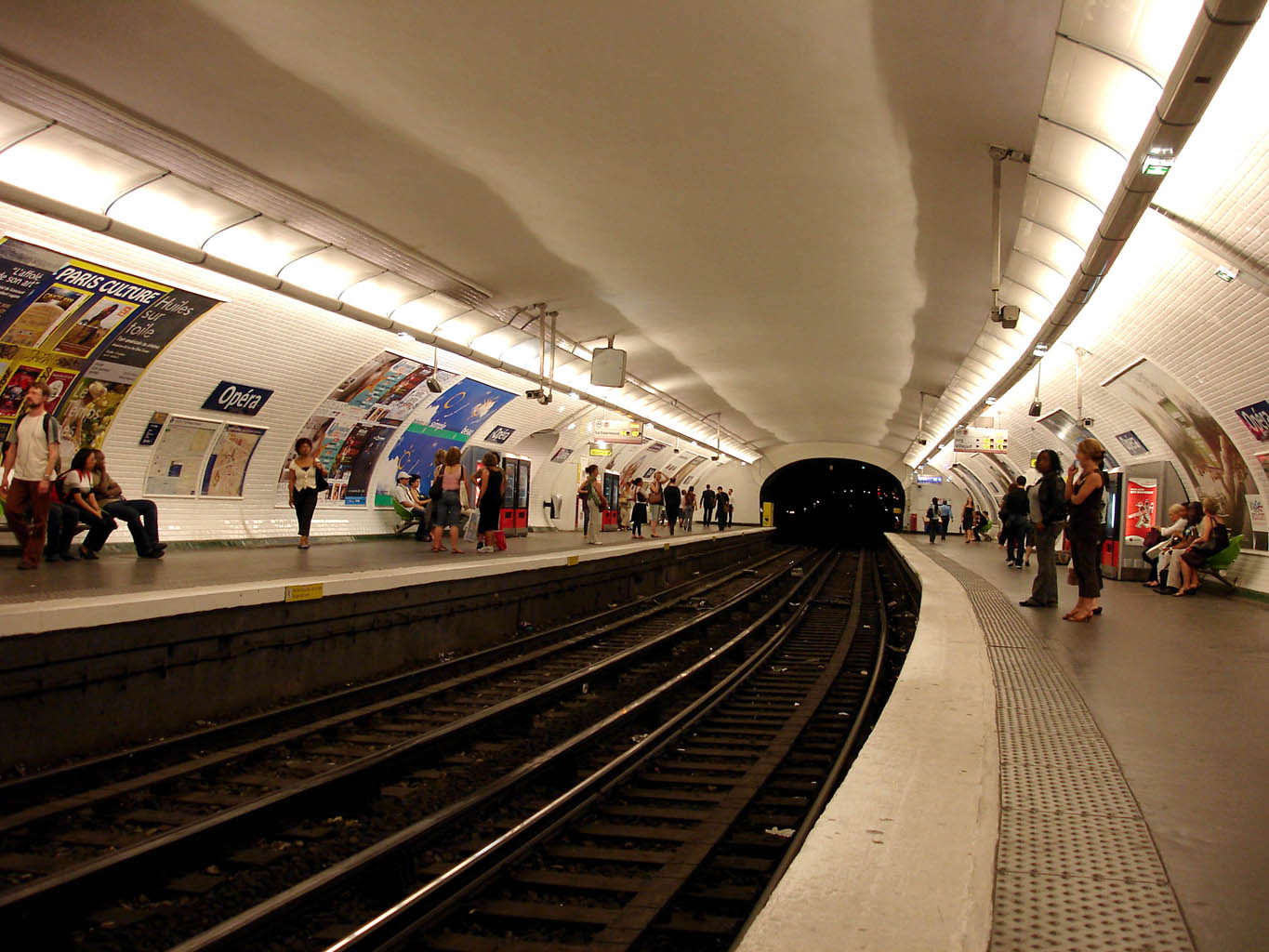
Opéra metróállomás
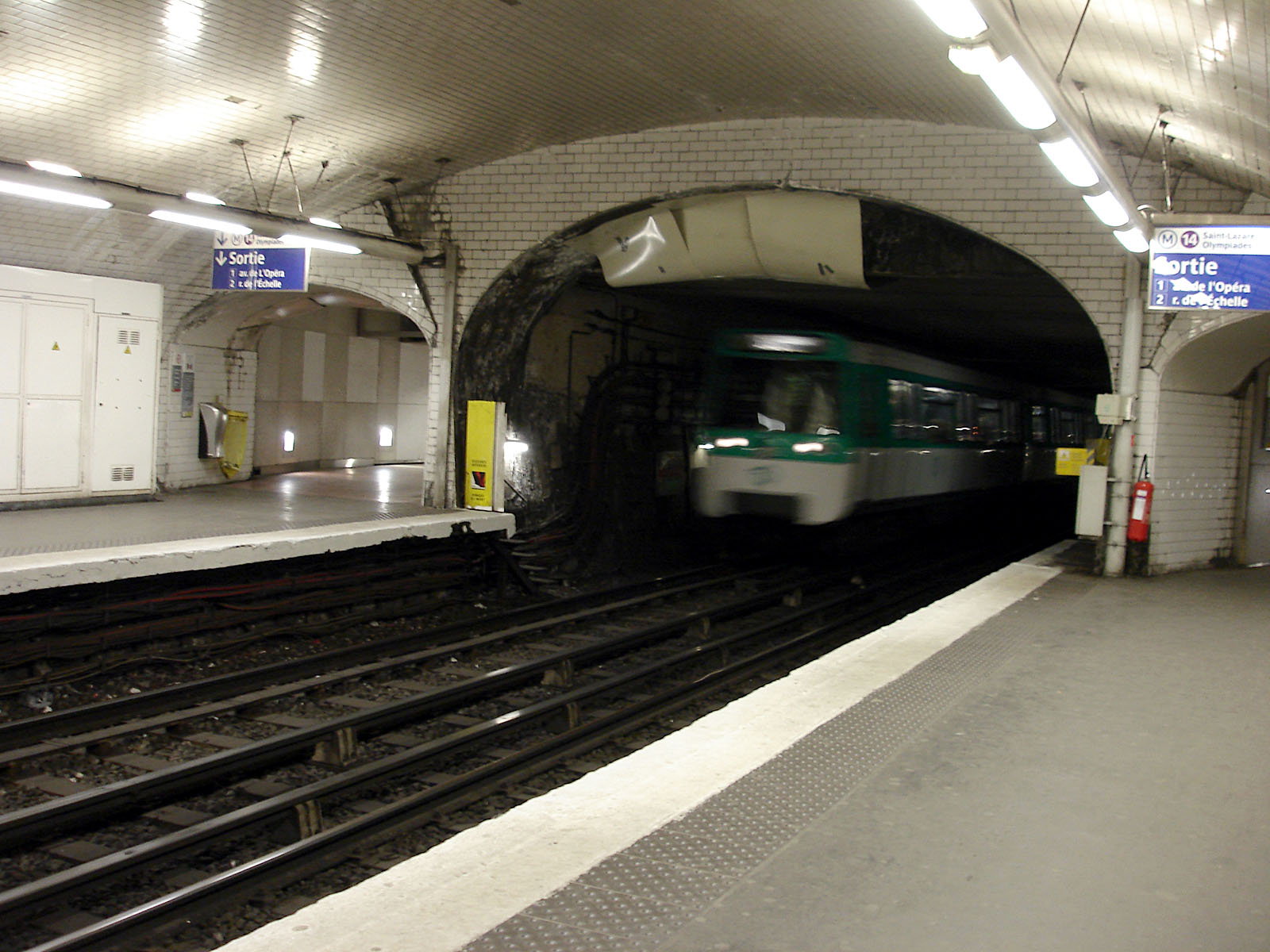
Pyramides metróállomás
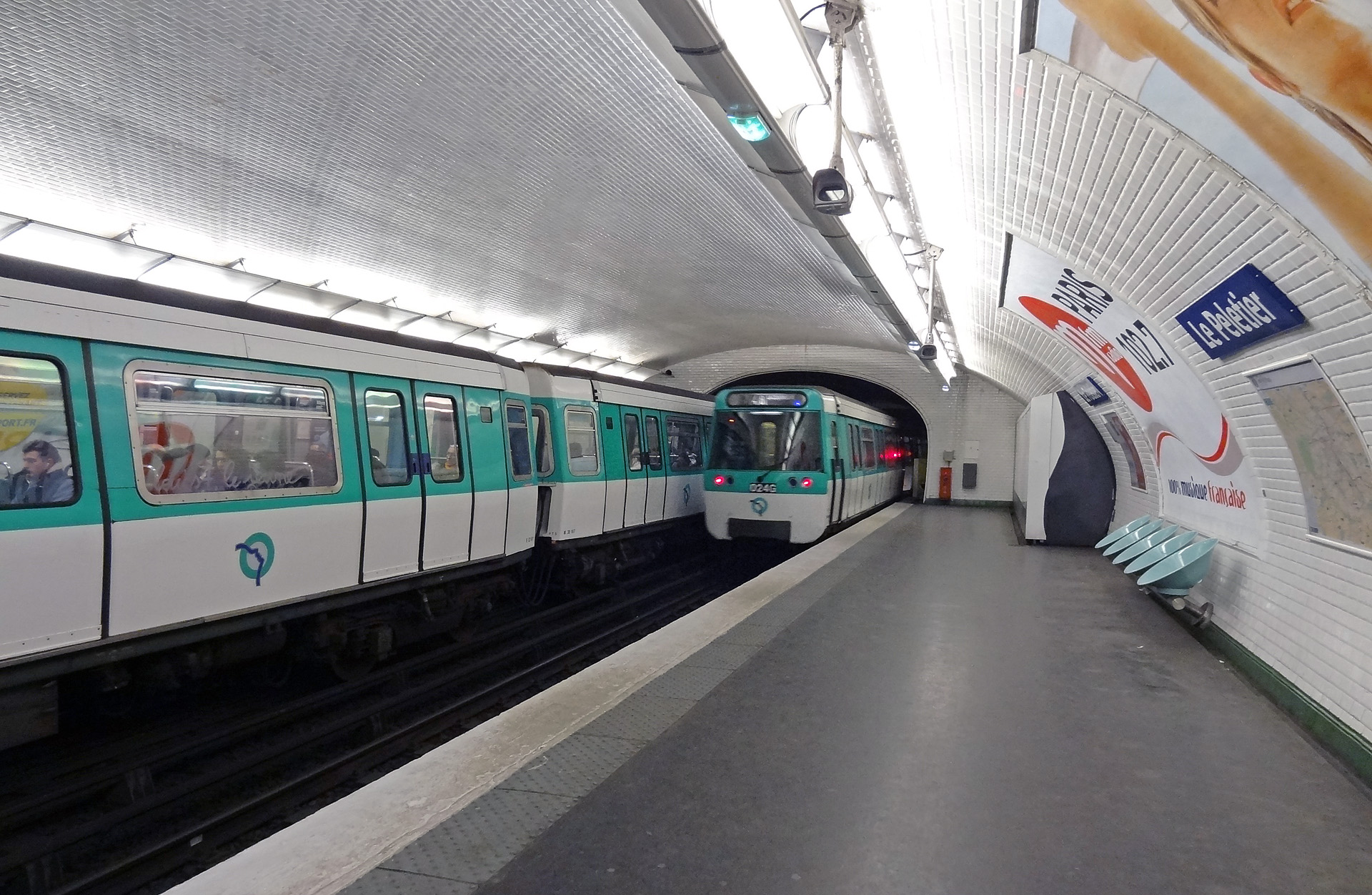
Le Peletier metróállomás